# Jüdisches Gemeindezentrum mit Synagoge Regensburg

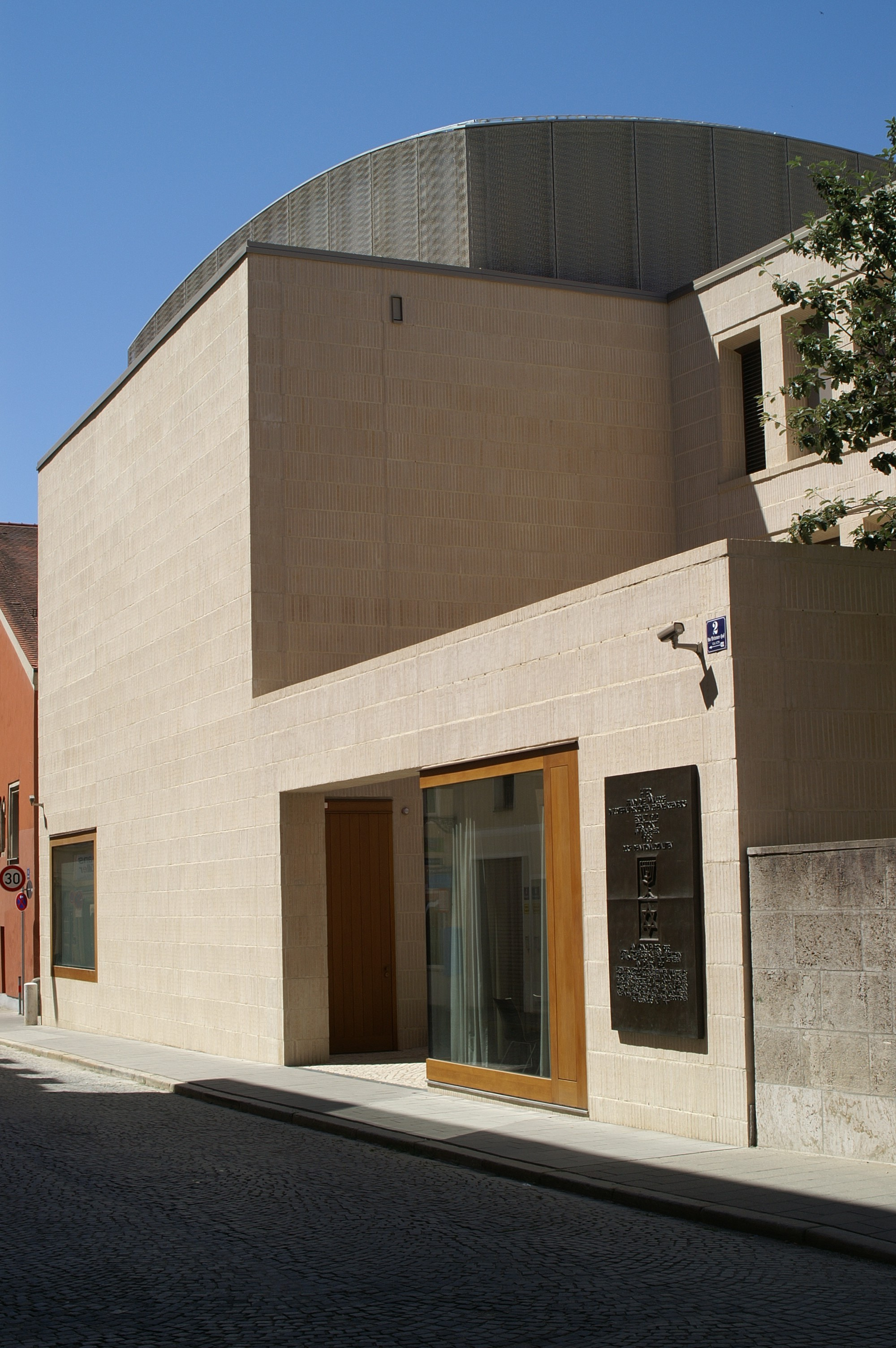
Das neue Gemeindezentrum nach der Fertigstellung 2018

Das Jüdische Gemeindezentrum mit Synagoge Regensburg ist das neue Gemeindezentrum der „Jüdischen Gemeinde Regensburg“. Es wurde am 27. Februar 2019 eingeweiht, 80 Jahre nach der Zerstörung der Neuen Synagoge und genau 500 Jahre nach der Vertreibung der Juden aus der Reichsstadt Regensburg. Es wurde auf dem Grundstück „Am Brixener Hof 2“ errichtet, auf dem bis zum Pogrom vom November 1938 die Neue Synagoge stand und auf dem es nach dem Zweiten Weltkrieg nur einen provisorischen Gemeindesaal gab.

## Vorgeschichte

### Bau der Neuen Synagoge

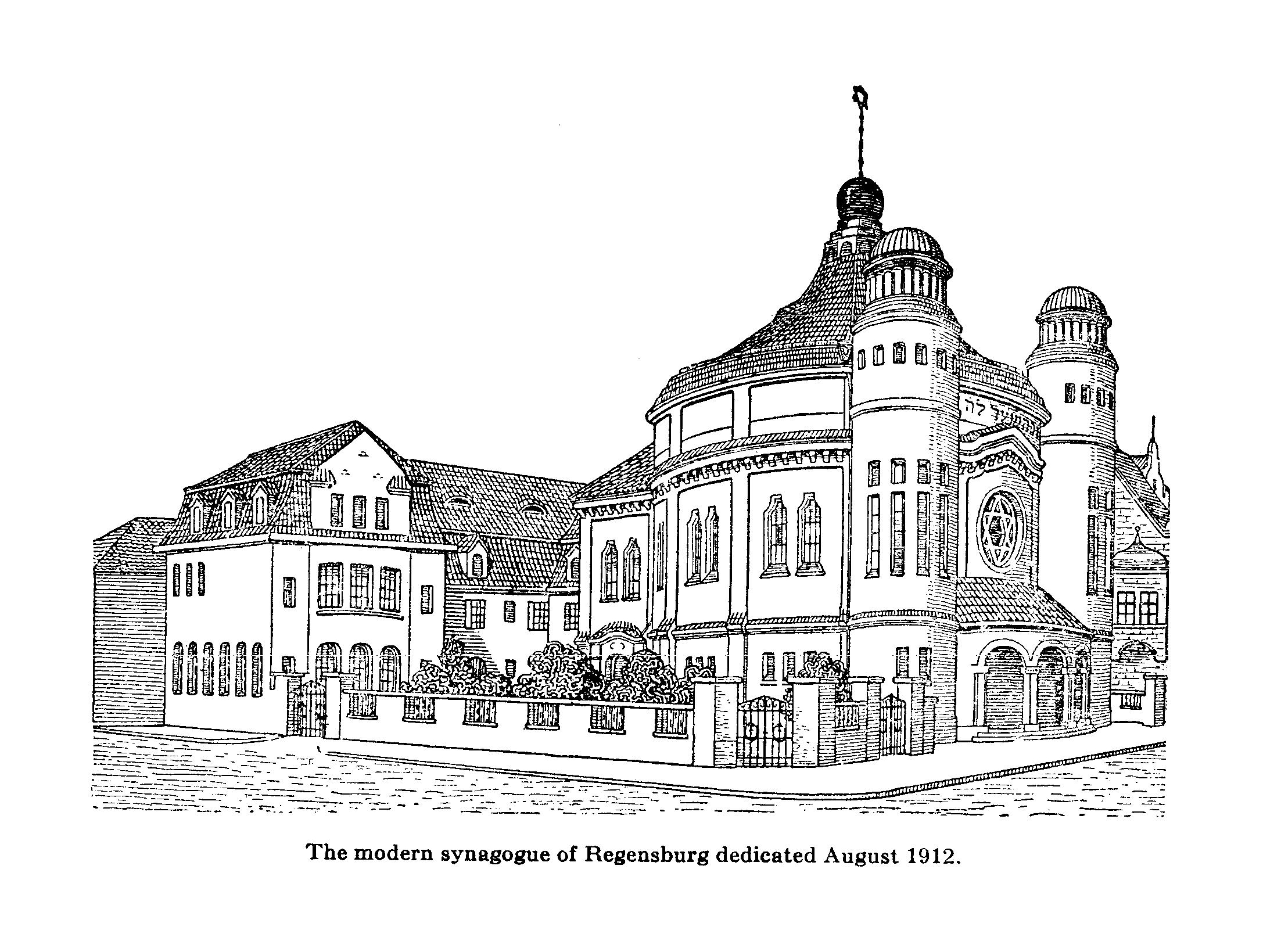
Zeichnung der Synagoge mit Gemeindehaus

Zu Beginn des 19. Jahrhunderts und nach dem Erlass des Bayerischen Judenediktes von 1813 war die jüdische Bevölkerung in Regensburg stark angewachsen. Als Synagoge diente das ehemalige Patrizierhaus Steyerer im sogenannten Wollerhaus in der Unteren Bachgasse 5, das aber stark baufällig wurde. Daher erwarb die jüdische Gemeinde im Jahr 1904 ein Grundstück in der Schäffnerstraße (später umbenannt zu „Am Brixener Hof“) zur Errichtung einer neuen Synagoge. Nach dem Teileinsturz der Decke im Betraum der bisher genutzten Synagoge wurden die Planungen beschleunigt.
Nach einigen vergeblichen Planungsanläufen legte Joseph Koch 1910 einen neuen Entwurf für eine Synagoge vor, dem zugestimmt wurde. Als die Vorentwürfe erweitert und fertiggestellt waren, wurde Anfang 1911 der Bau begonnen. Am 29. August 1912 wurde die Synagoge eingeweiht, auch die nichtjüdische Bevölkerung nahm teil. Der amtierende Bürgermeister Otto Geßler bekundete bei seiner Ansprache den allzeitigen Schutz der Synagoge durch die Stadt Regensburg.
Westlich neben der Synagoge wurde nach Plänen desselben Architekten zeitgleich ein Gemeindehaus errichtet. Es diente als Dienstwohnung für den Kantor, den Kultusdiener und den Hausmeister.

### Zerstörung der Synagoge in der Reichspogromnacht

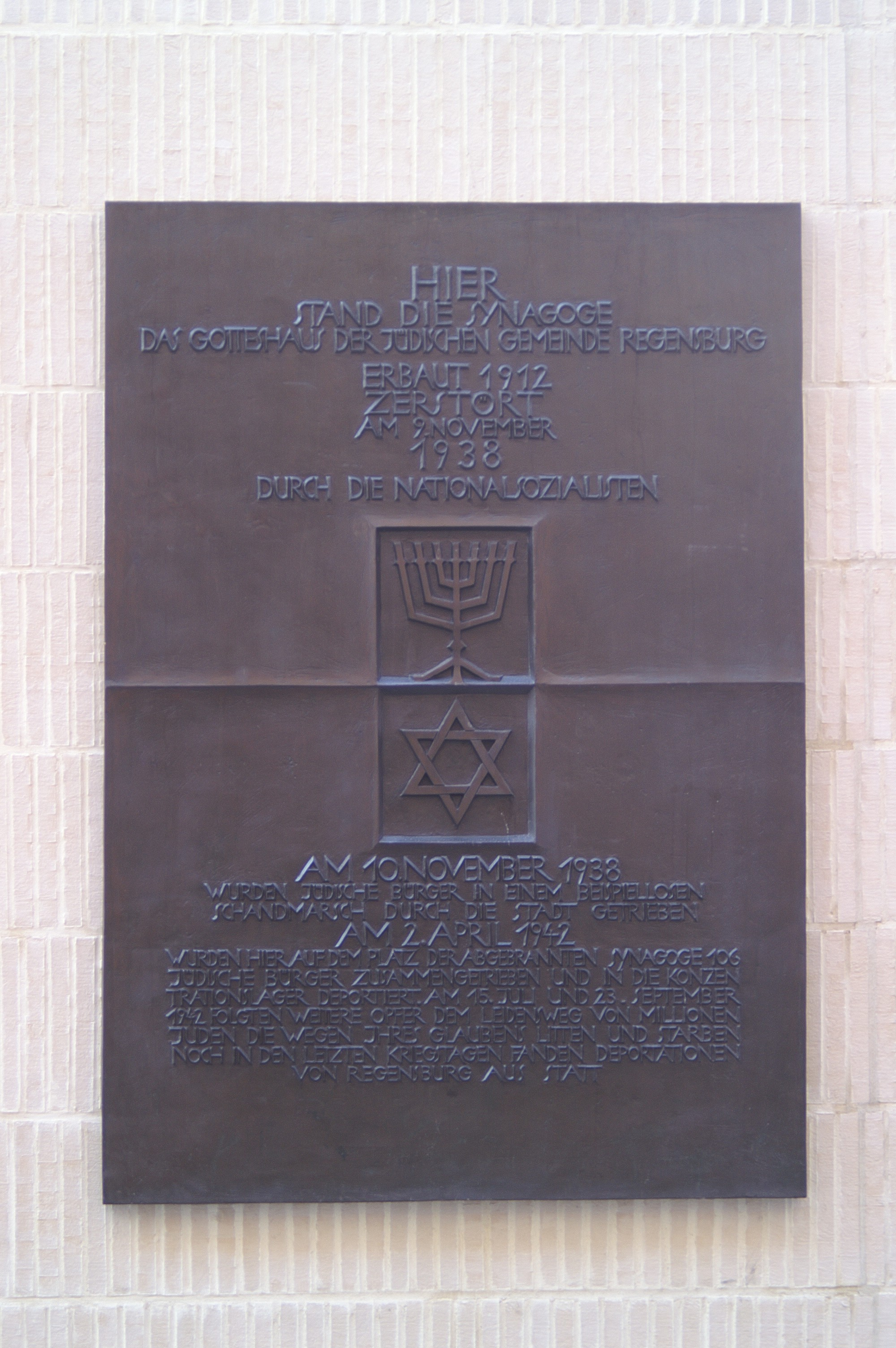
Gedenktafel für die Zerstörung der Synagoge (1938)

In der Nacht vom 9. auf den 10. November 1938 wurde die Synagoge durch eine Abteilung von NSKK-Männern in Brand gesteckt und brannte völlig aus. Löscharbeiten durften auf Befehl des damaligen Bürgermeisters Otto Schottenheim, der vor Ort persönlich anwesend war, nur zum Schutz der anliegenden Gebäude ausgeführt werden. So blieb das Gemeindehaus bis heute erhalten. Die Ruine der Synagoge wurde in den folgenden Monaten komplett abgetragen. Die Bebauung wies daher eine Baulücke auf. Das Gemeindehaus und das anschließende leere Grundstück wurde zur Deportation von Juden missbraucht, die sich dort versammeln mussten.

### Provisorium nach dem Krieg

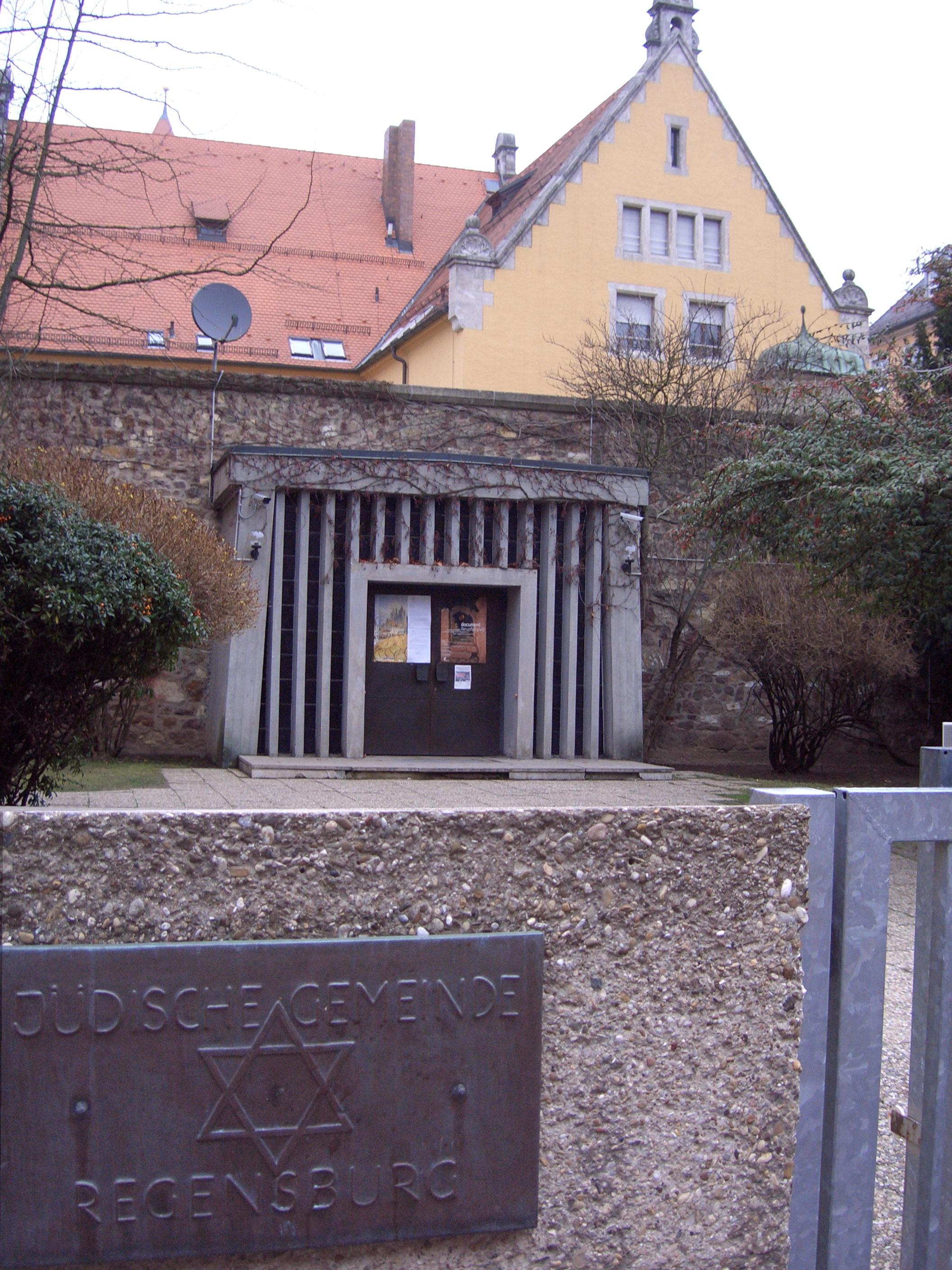
Eingangsbereich des Gemeindesaals von 1971

Das Gemeindehaus war bis zum Kriegsende 1945 erhalten geblieben und wurde von der neu entstehenden jüdischen Gemeine wieder genutzt. Im Haus verteilt befanden sich bis 2019 unterschiedlich große Sitzungsräume für die jüdische Gemeinde und ein kleiner Betraum als Synagogenersatz mit einem Thoraschrein. Im Keller des Hauses befindet sich auch das jüdische Ritualbad.
1968 bis 1971 wurde ein Bet- und Gemeindesaal als Flachbau im modernen Stil auf dem leer gebliebenen Synagogengelände errichtet. Diese Interimslösung wurde vor dem Neubau des jetzigen Gemeindezentrums abgerissen.

## Neubau des Gemeindezentrums

### Gründung des Fördervereins
Am 15. November 2013 erfolgte die Gründung eines Vereins mit dem Namen „Förderverein Neue Regensburger Synagoge“. Gründe für diesen gemeinnützigen Verein waren das starke Anwachsen der jüdischen Gemeinde auf über 1000 Mitglieder, der Wunsch zur baulichen Erneuerung des Jüdischen Zentrums – Synagoge, Kulturräume und Verwaltungsbüros – und Schaffung eines markanten, deutlich sichtbaren Orts neben Dom und Neupfarrkirche, um die Rolle des Judentums als eine der drei historisch bedeutsamen Religionsgemeinschaften in der Regensburger Geschichte zu betonen.
Der Förderverein brachte bis zur Einweihung fast eine Million Euro an Fördergeldern für den Neubau des Gemeindezentrums auf.

### Finanzierung

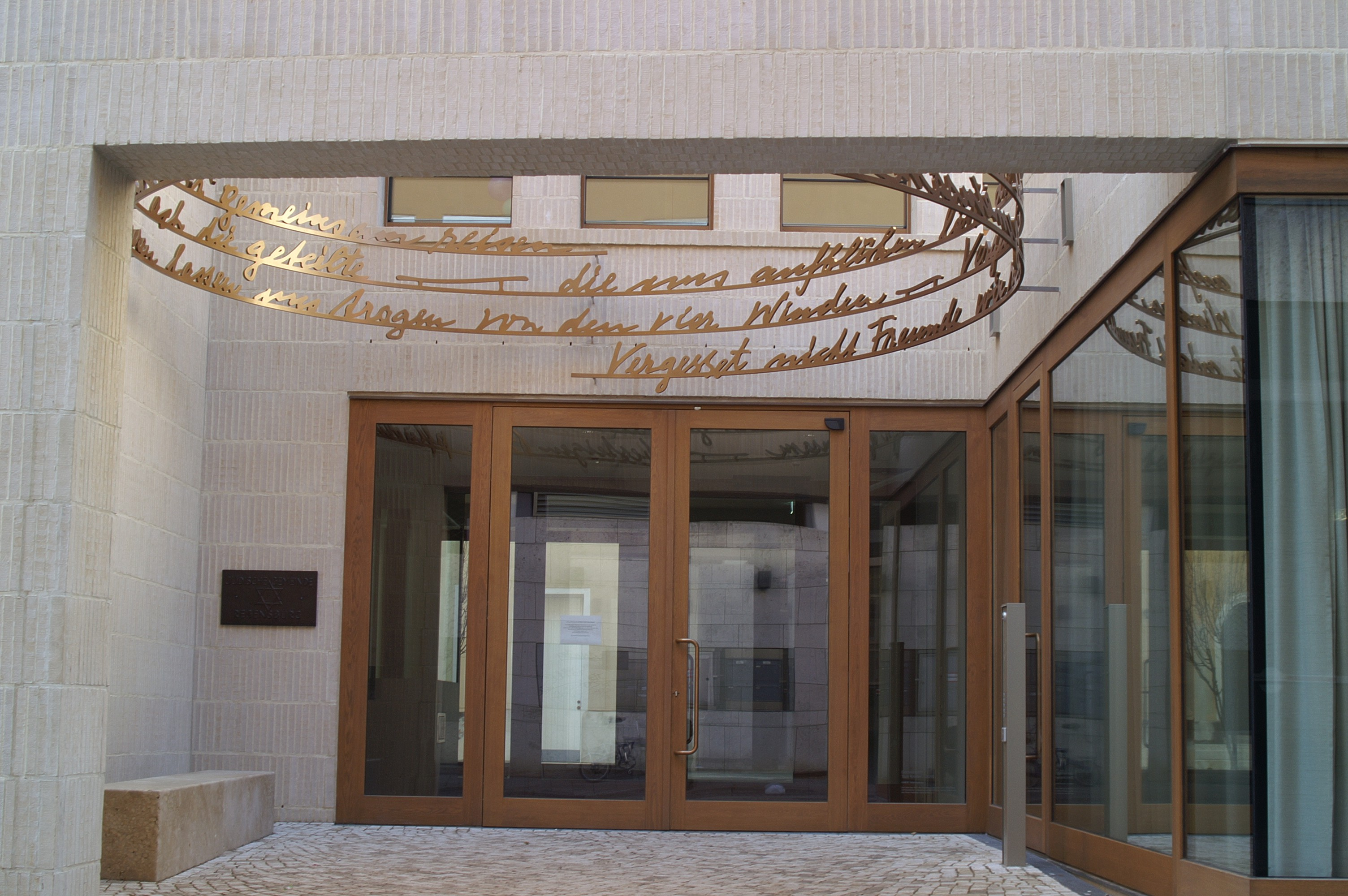
Dreistufige vergoldete Bronzespirale von Tom Kristen: Rose Ausländers Gedicht Gemeinsam.

Die Gesamtkosten des Gemeindezentrums summierten sich auf rund 7,5 Millionen Euro. Der Neubau kostete rund fünf und die Altbausanierung gut zwei Millionen Euro. Das Bundesinstitut für Bau-, Stadt- und Raumforschung im Bundesamt für Bauwesen und Raumordnung förderte das Vorhaben mit einem Zuschuss in Höhe von 3,3 Millionen Euro, die Stadt Regensburg leistete einen Beitrag in Höhe von 2 Millionen Euro. Den Rest der Bausumme musste die Jüdische Gemeinde Regensburg aus Eigenmitteln aufbringen.

### Bauten

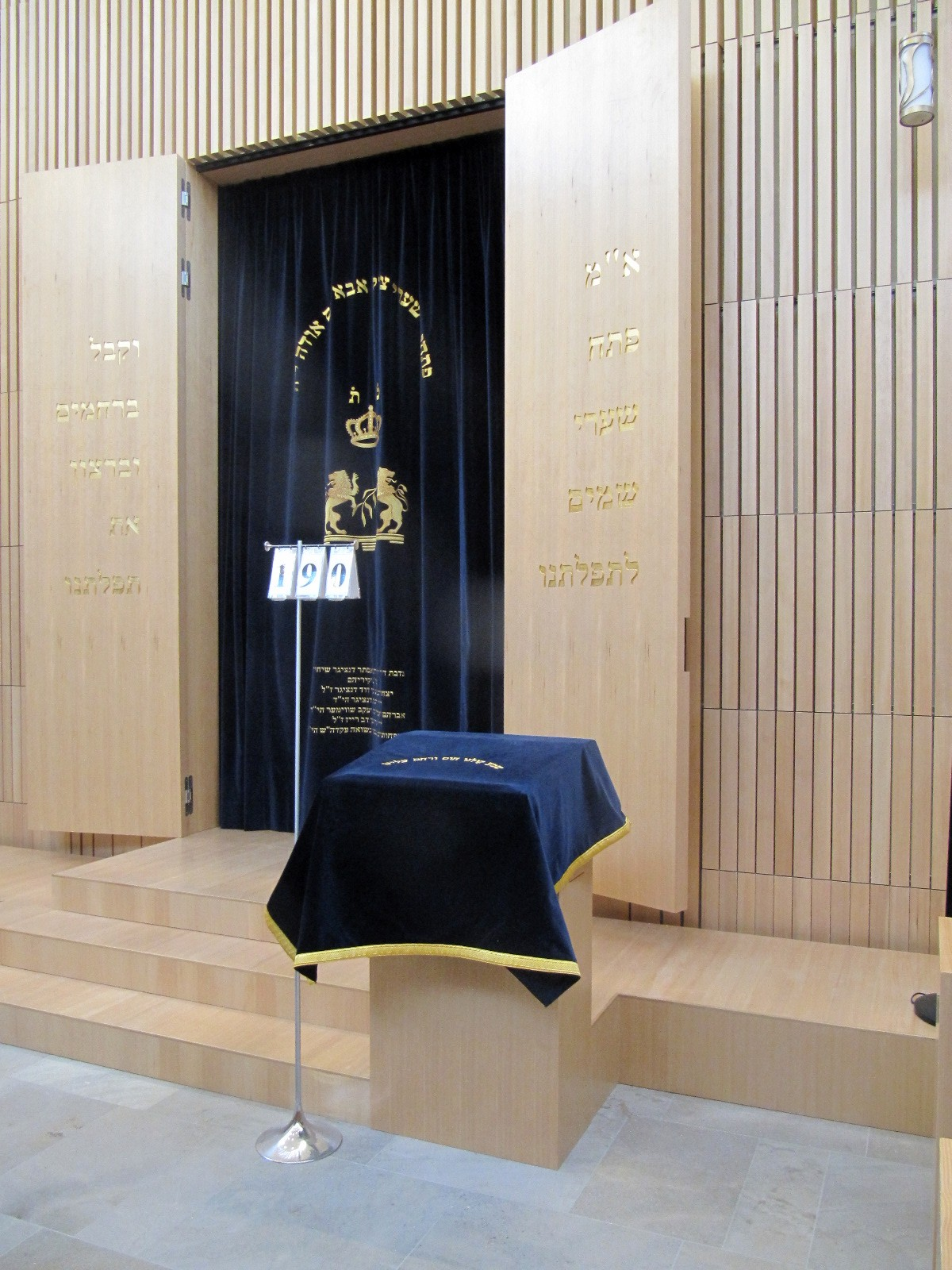
Innenansicht

Das Jüdische Gemeindezentrum, das mit dem alten Gemeindehaus verbunden ist, besteht aus drei großen Teilen:
- Gemeindesaal: Im Erdgeschoss befindet sich der neue Gemeindesaal, der für 200 Besucher ausgelegt ist. Es ist ein Mehrzweckraum für verschiedene Aktivitäten der Gemeinde, der auch der nichtjüdischen Öffentlichkeit für Veranstaltungen offensteht.
- Synagoge: Über den Gemeindesaal hat der Architekt die zweigeschossige Synagoge gesetzt, die eine Art Kuppel als Bekrönung hat, durch deren Lichtöffnungen eine besondere Art der Beleuchtung des Innenraums erreicht wird. Dieser ist weitgehend mit Holz ausgekleidet. Der untere Teil, der Gebetsbereich für rund 100 Männer, enthält den Thoraschrein und die Bima. Der obere Teil ist die Frauenempore, die für 60 Personen Platz bietet.
- Räume und Bibliothek: Über eine Sicherheitsschleuse ist das Gemeindezentrum zu erreichen. Die neue Bibliothek ist für die Öffentlichkeit zugänglich. Weiterhin gibt eine Reihe von Nutzräumen: ein Lese- und Studienraum für Jugendliche und Studierende, Besprechungszimmer, ein Spielzimmer für Kinder, ein Unterrichtsraum für Hebräischkurse und das Thorastudium, Küchen für die strikt koschere Zubereitung und Aufbewahrung von Speisen usw.

Kunstobjekt: Der kleine Innenhof vor dem Haupteingang des Gemeindezentrums wird durch eine dreistufige vergoldete Bronzespirale des Künstlers Tom Kristen geschmückt, die aus den Zeilen von Rose Ausländers Gedicht Gemeinsam besteht. Die mehrfach gewölbte Holzdecke besteht aus dünnen Holzstäben. Diese wurden unter Dampfeinfluss gebogen, zerschnitten, noch am selben Tag vor Ort verleimt und so zu einer freitragenden Decke von 25 Metern vereint.

## Einweihung
Gabriele Ingenthron berichtete im Sonntagsblatt über den wesentlichen Teil der Einweihung, die Übertragung der Thorarollen in den neuen Thoraschrein der Synagoge:

„In Festtagsfreude und mit großem Stolz ist am Mittwoch die neue Synagoge in Regensburg eingeweiht worden. Drei Rabbiner trugen die Thorarollen aus dem alten Betsaal in den Thoraschrank der neuen Synagoge: Mit diesem symbolischen Akt sowie fröhlichen Gesängen vollzogen sie die Weihe des neuen Gotteshauses. ‚Mit großer Freude und Erregung geben wir bekannt, dass wir das wunderbare Ereignis miterleben dürfen, dass die vor 80 Jahren zerstörte Synagoge wieder aus der Asche auferstanden ist‘, sagte der Regensburger Rabbiner Josef Chaim Bloch. Während der Rabbiner seine Segenssprüche singend vortrug, küssten Männer mit Kippa die Thorarollen zu Klezmer-Musik.“